# Włoska Agencja Kosmiczna

Logo ASI

Włoska Agencja Kosmiczna (wł. Agenzia Spaziale Italiana, ASI) – włoska, państwowa organizacja mająca na celu promocję, koordynowanie i realizację projektów kosmicznych, w których biorą udział Włochy. Założona w 1988, podlega ministerstwu szkolnictwa wyższego i badań naukowych i technologicznych. Jest przedstawicielem Włoch w Europejskiej Agencji Kosmicznej. Roczny budżet organizacji wynosi około 900 mln USD.
Główna siedziba ASI mieści się w Rzymie. Agencja ma we Włoszech jeszcze dwa inne ośrodki, w Matera i w Trapani oraz nieczynny kosmodrom Luigi Broglio (platforma wiertnicza), u wybrzeży Kenii.
Wkładem ASI w budowę Międzynarodowej Stacji Kosmicznej są moduły MPLM, nazwane: Leonardo, Raffaello i Donatello. Agencja ma także wkład w budowę nowych rakiet Vega.